# Gold Peak

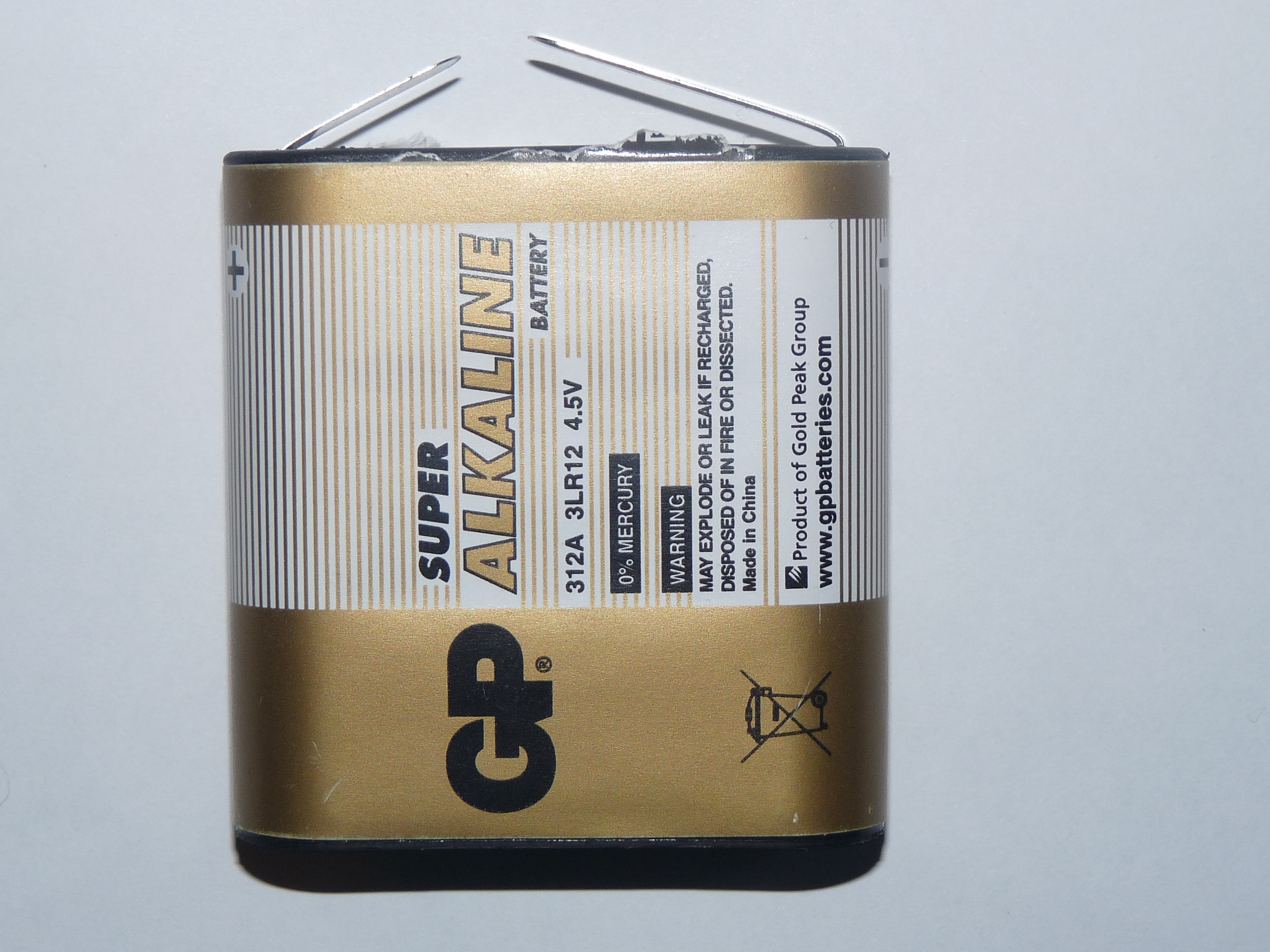
Flachbatterie (Bauform 3R12) von GP

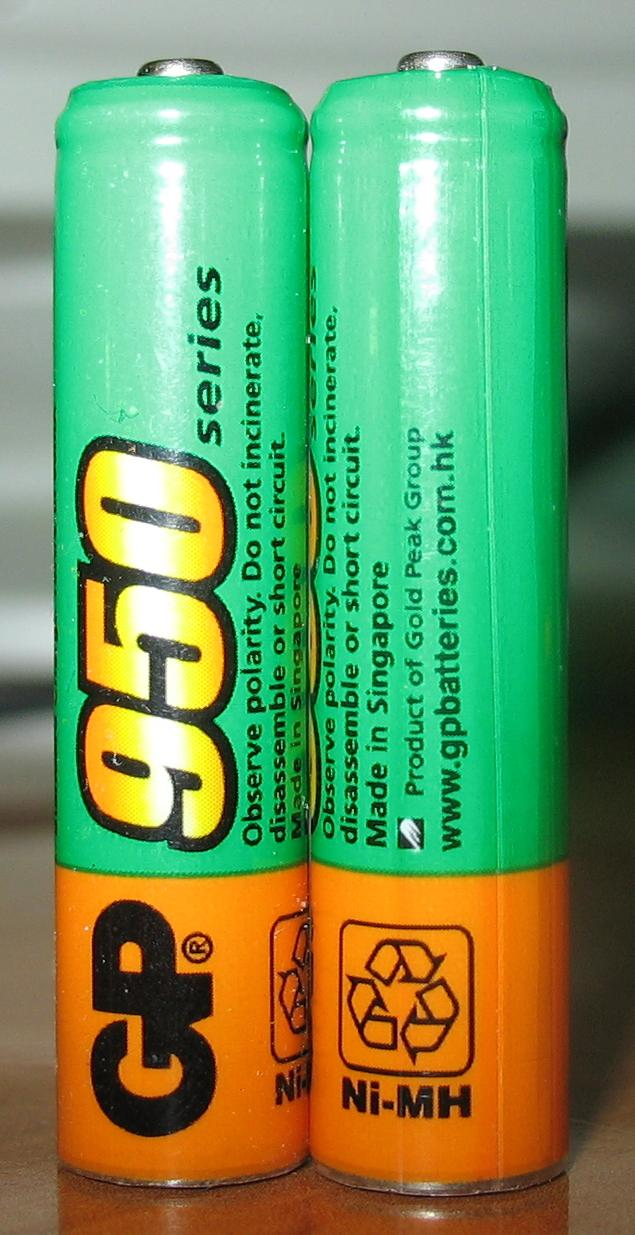
NiMH-Akkumulator

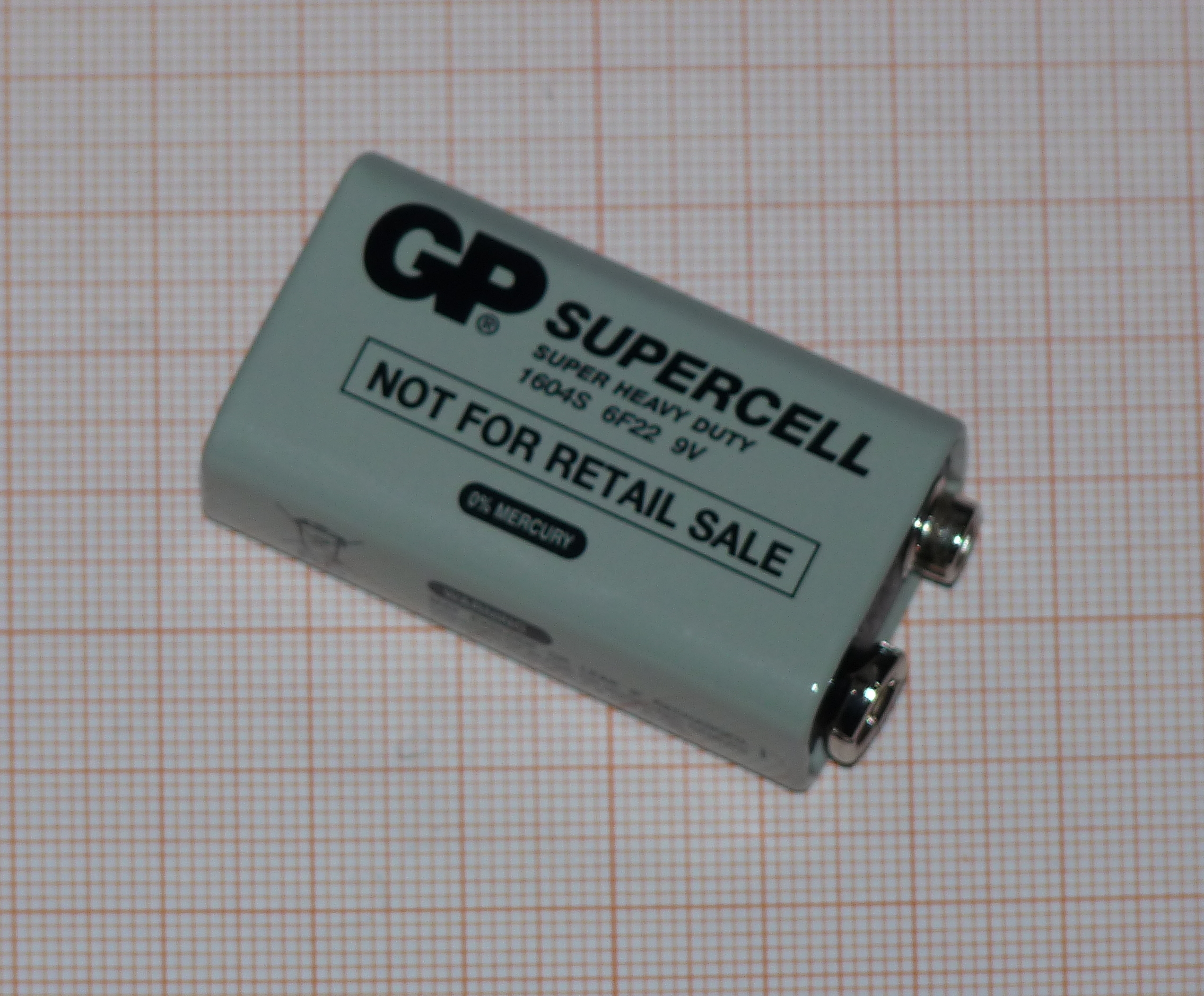
9-V-Block von GP für Erstausrüster

Gold Peak ist ein asiatischer Elektronikkonzern. Bekannt ist er vor allem durch die gleichnamige Marke, unter der Akkumulatoren und Batterien vertrieben werden.
Die Unternehmensgruppe „Gold Peak“ wurde im Jahre 1964 in Hongkong gegründet. Das Unternehmenswachstum ist der wirtschaftlichen Öffnung der Volksrepublik China zu verdanken. Nach der Öffnung der Sonderwirtschaftszone Shenzhen verlagerte Gold Peak die Produktion dorthin. Seit 1984 werden ihre Aktien an der Hong Kong Stock Exchange gehandelt. Die Gold Peak Holding besitzt die GP Industries Limited, die in der Singapore Exchange gehandelt wird. Die GP Industries Limited entwickelt, produziert und vertreibt elektronische Produkte und ist die Mutter von GP Batteries International Limited, dem Hersteller der Batterien.
Um 2002 beschäftigte die Unternehmensgruppe über 15.000 Menschen bei einem Umsatz von 5,5 Milliarden Hongkong-Dollar (etwa 0,5 Milliarden Euro). Die Gruppe hat Niederlassungen in über 10 Staaten.

## GP Industries Limited
Die GP Industries entwickelt, produziert und vertreibt elektronische Produkte und Komponenten. Das Geschäftsfeld Elektronik umfasst Produkte aus dem Bereich Heimelektronik, Präzisionsteile und Komponenten für die elektronische Industrie sowie Lautsprecher über die britischen Traditionsunternehmen KEF (seit 1961) und Celestion (seit 1924, in den 1960er Jahren im Bereich der Musiker-Lautsprecher). GP Industries übernahm Celestion und KEF Anfang der 1990er Jahre über die Kinergetics Holdings. Die Lautsprecher wurden unter GP auch weiterentwickelt. Beide Lautsprechermarken wurden Anfang 2023 in der KEF GP Group, KGG, zusammengefasst.
Eine andere Geschäftssparte liefert Kabelbäume an die Automobilindustrie. Die Geschäftssparte Batterien ist als GP Batteries International Limited rechtlich eigenständig.

## GP Batteries International Limited
GP Batteries ist einer der größten Batteriehersteller. Die Produktpalette umfasst standardisierte Primärzellen und Akkumulatoren sowie individuelle Lösungen. Die Produktionsstandorte sind Hongkong, Singapur, Malaysia, Taiwan und die Volksrepublik China. 1991 erfolgte eine Umwandlung in eine Aktiengesellschaft, welche an der Singapore Exchange gelistet ist.
GP Batteries war lange Zeit für über die Hälfte des Umsatzes des Konzerns verantwortlich. Im Jahre 2004 steuerte GP Batteries fast 40 Prozent des Betriebsgewinns bei.
2003 wurde bekannt, dass unter den Fabrikarbeitern erhöhte Cadmium-Werte im Blut gefunden wurden. Es folgte ein jahrelanger Kampf zwischen der Belegschaft und der Unternehmensleitung über besseren Arbeitsschutz, medizinische Überwachung und Entschädigungen.
2009 übernahm GP Batteries den Elektromotorrollerhersteller Vectrix.